# Dżyda (rzeka)
Dżyda (ros. Джида) – rzeka w azjatyckiej części Rosji, w Buriacji, lewy dopływ Selengi. Jej długość wynosi 567 km; dorzecze zajmuje powierzchnię 23 500 km²; średni przepływ u ujścia wynosi 60 m³/s. 
Wypływa w zachodniej części pasma Chamar-Daban i przebiega równolegle do Gór Dżydyjskich. Reżim głównie deszczowy. Rzeka wykorzystywana jest do spławiania drewna.